# لورينز فروليش
لورينز فروليش (بالدنماركية: Lorenz Frølich)‏ هو مصمم ورسام ورسام توضيحي ومصور دنماركي، ولد في 25 أكتوبر 1820 في كوبنهاغن في الدنمارك، وتوفي في 25 أكتوبر 1908 في هليرب ‏ في الدنمارك.

## وصلات خارجية
- لورينز فروليش على موقع ميوزك برينز (الإنجليزية)
- لورينز فروليش على موقع ديسكوغز (الإنجليزية)